# Autodromo di Termas de Río Hondo
L'autodromo di Termas de Río Hondo  è un autodromo situato a Termas de Río Hondo, Argentina. Costruito nel 2007, ha ospitato le classi TC2000, Turismo Carretera e Formula Renault. La pista era stata pianificata anche per l'uso nel Campionato mondiale di motociclismo del 2013, per il Gran Premio motociclistico d'Argentina  poi posticipato al 2014 per questioni politiche internazionali tra Repsol YPF e il Governo Argentino.
Dopo una completa riprogettazione e ricostruzione da parte del progettista italiano Jarno Zaffelli, nel 2013 il circuito ha ospitato i test ufficiali della MotoGP e il round 15 e 16 del World Touring Car Championship, avendo ricevuto le omologhe della Federazione Internazionale di Motociclismo e della Federazione Internazionale dell'Automobile nel maggio 2013.

## Risultati

### Motomondiale
| Anno | MotoGP           | Moto2               | Moto3              |
| ---- | ---------------- | ------------------- | ------------------ |
| 2014 | Marc Marquez     | Esteve Rabat        | Romano Fenati      |
| 2015 | Valentino Rossi  | Johann Zarco        | Danny Kent         |
| 2016 | Marc Marquez     | Johann Zarco        | Khairul Idham Pawi |
| 2017 | Maverick Viñales | Franco Morbidelli   | Joan Mir           |
| 2018 | Cal Crutchlow    | Mattia Pasini       | Marco Bezzecchi    |
| 2019 | Marc Marquez     | Lorenzo Baldassarri | Jaume Masia        |
| 2022 | Aleix Espargaró  | Celestino Vietti    | Sergio García      |
| 2023 | Marco Bezzecchi  | Tony Arbolino       | Tatsuki Suzuki     |
| 2025 | Marc Marquez     | Jake Dixon          | Ángel Piqueras     |